# Thun und Hohenstein

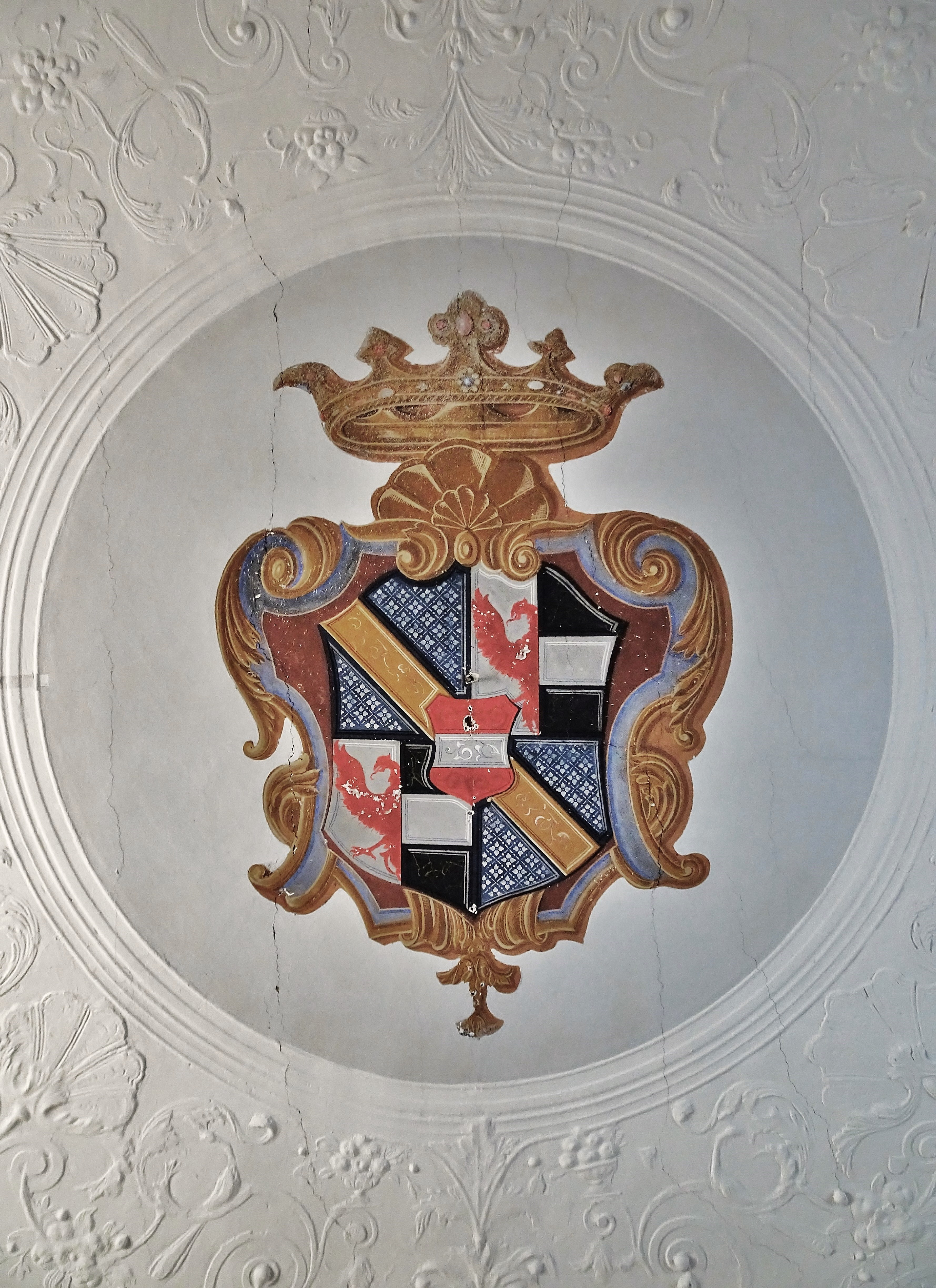
Escudo de armas de la familia Thun und Hohenstein.

La familia Thun und Hohenstein, también conocida como Thun-Hohenstein o sencillamente Thun, pertenecía a la histórica nobleza austriaca y bohemia. Una rama de la familia vivió en Děčín (en alemán, Tetschen), Bohemia (hoy República Checa), durante más de 200 años.

## Historia

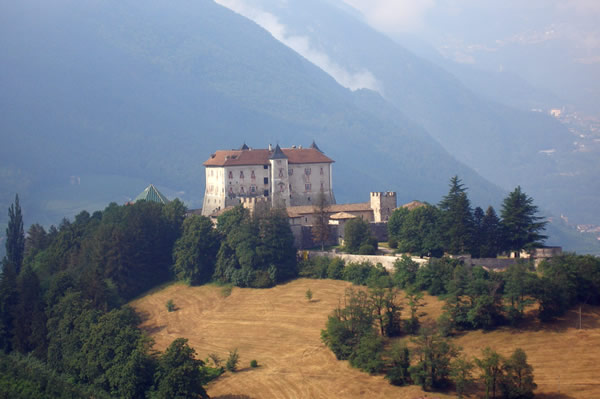
Castillo de Thun en Ton, Trentino, Italia.

Una familia de origen feudal de Ton, Trentino, anteriormente una región de habla italiana parte del Tirol, hoy parte de la provincia italiana del Trentino, por línea masculina retrocede hasta Manfreinus de Tunno en 1187. En 1469 se convirtieron en coperos del Obispado Principesco de Trento y en 1558 del Obispado Principesco de Brixen.
Todos lo varones de la familia recibieron el título de barón en 1604, y condes del Sacro Imperio Romano Germánico (Reichsgraf) en 1629. El título de príncipe fue conferido al jefe de la familia, junto con el tratamiento de Durchlaucht (Alteza Serenísima) en el Imperio austriaco en 1911. Eran miembros hereditarios de la Cámara de los Señores Austriaca, en derecho de posesión del señorío de Tetschen a partir de 1879.
En 1621 la familia adquirió el castillo de Klášterec nad Ohří, en Bohemia; en 1629 el Castillo de Eulau, expropiado en 1946; en la segunda mitad del siglo XVII el Castillo de Děčín (Tetschen), entonces la principal sede hasta que fue vendido en 1932. Después también adquirieron el castillo de Choltice, el castillo de Benátky nad Jizerou y varios palacios en Praga.

## Miembros notorios de la familia

### Friedrich von Thun und Hohenstein
De los tres hijos varones del conde Franz Anton (1786-1873) y de su esposa la condesa Theresia Anna Maria (nacida von Brühl), el mayor, Friedrich von Thun und Hohenstein (1810-1881), entró en el servicio diplomático. Después de ocupar otros puestos en 1850, fue elegido presidente de la restaurada Dieta alemana en Fráncfort, donde representó la política anti-prusiana del Príncipe Félix de Schwarzenberg, y a menudo entró en conflicto con el Príncipe de Bismarck, quien era el enviado prusiano. Más tarde fue embajador en Berlín y en San Petersburgo. Después de su retiro en 1863 del servicio público en el Landtag bohemio y el Reichsrat austriaco, apoyó la política federal de su hermano Leo. En 1879 fue hecho miembro vitalicio de la Cámara Alta. En este puesto, a su muerte el 24 de septiembre de 1881, fue sucedido por su hijo mayor Franz (nacido en 1847).

### Maria Wilhelmine von Thun und Hohenstein
La condesa Maria Wilhelmine von Thun und Hohenstein, nacida condesa von Ulfeldt fue una aristócrata vienesa del siglo XVIII. Era la anfitriona de un sobresaliente intelectualmente y musicalmente salón, y mecenas de músicos, notablemente de Mozart y Beethoven.

### Leopold von Thun und Hohenstein

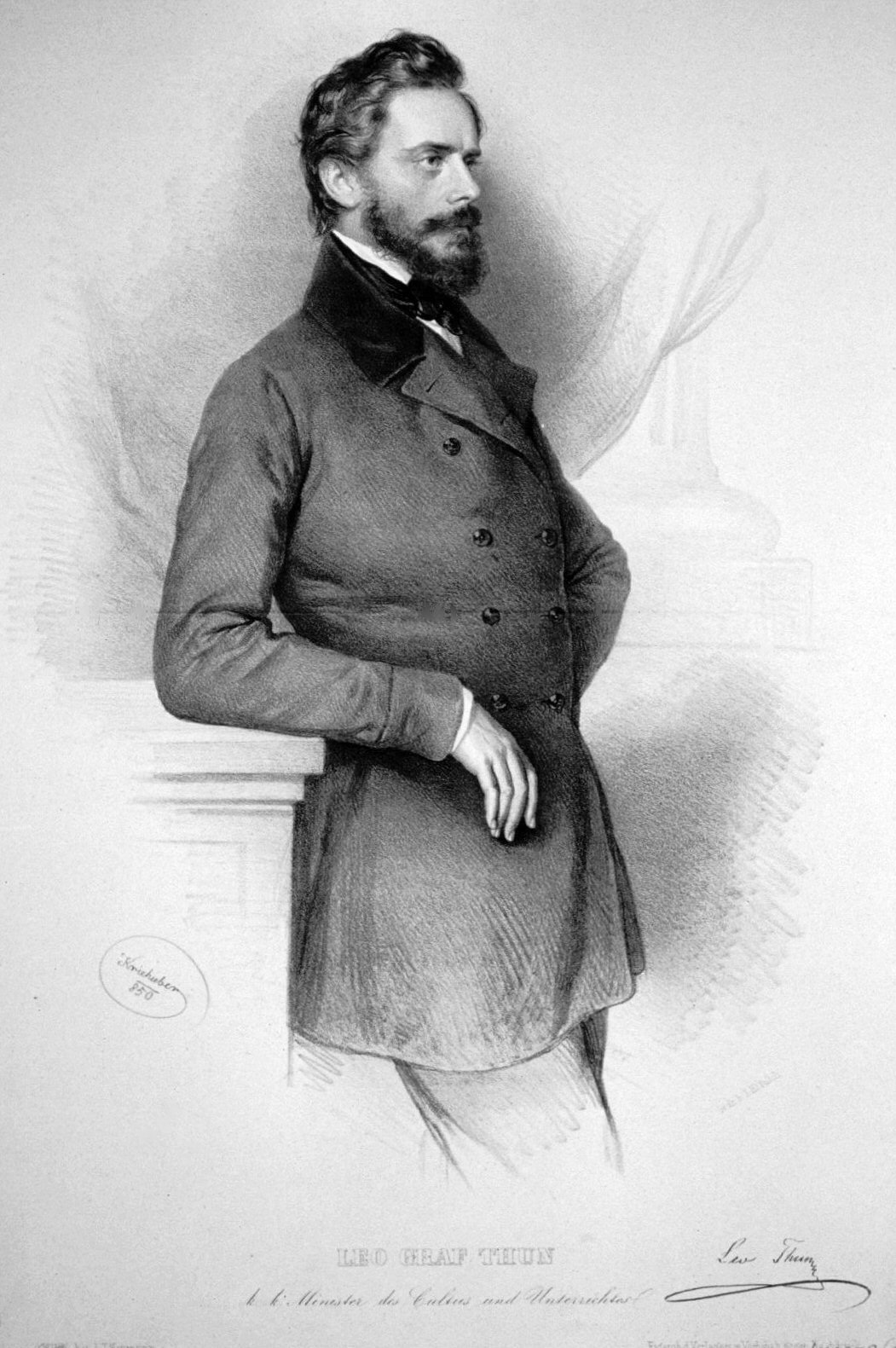
Leopold, conde von Thun und Hohenstein

El conde Leopold von Thun und Hohenstein (1811-1888) fue un estadista austriaco quien más tarde sería ministro en los gabinetes de Schwarzenberg y Bach.

### Franz Anton von Thun und Hohenstein
El conde Franz Anton von Thun und Hohenstein, en checo: hrabě František Antonín z Thunu a Hohensteina (1847-1916) fue un noble y estadista austrohúngaro. Fue Gobernador de su nativa Bohemia entre 1889 y 1896 y de nuevo entre 1911 y 1915. Fue elevado al rango de príncipe por el emperador Francisco José I de Austria el 19 de julio de 1911. Al no dejar hijos, fue sucedido en el título principesco por su hermano Jaroslav (1864-1929).

### Galeazzo von Thun und Hohenstein
Fray Galeazzo von Thun und Hohenstein (1850-1931) fue el 75.º Príncipe y Gran Maestre de la Soberana Orden Militar de Malta entre 1905 y 1931.

### Róża Maria von Thun und Hohenstein
Róża Maria Gräfin von Thun und Hohenstein (nacida Woźniakowska, nacida el 13 de abril de 1954), a menudo llamada Róża Thun, contrajo matrimonio con Franz Graf von Thun und Hohenstein en 1981. Es un miembro polaco del Parlamento Europeo desde 2009.

## Otros miembros prominentes
- Johann Ernst von Thun und Hohenstein (1643-1709), príncipe-arzobispo de Salzburgo entre 1687 y 1709.
- Friedrich von Thun, actor austriaco.
- Max von Thun, actor austriaco.

## Propiedades históricas

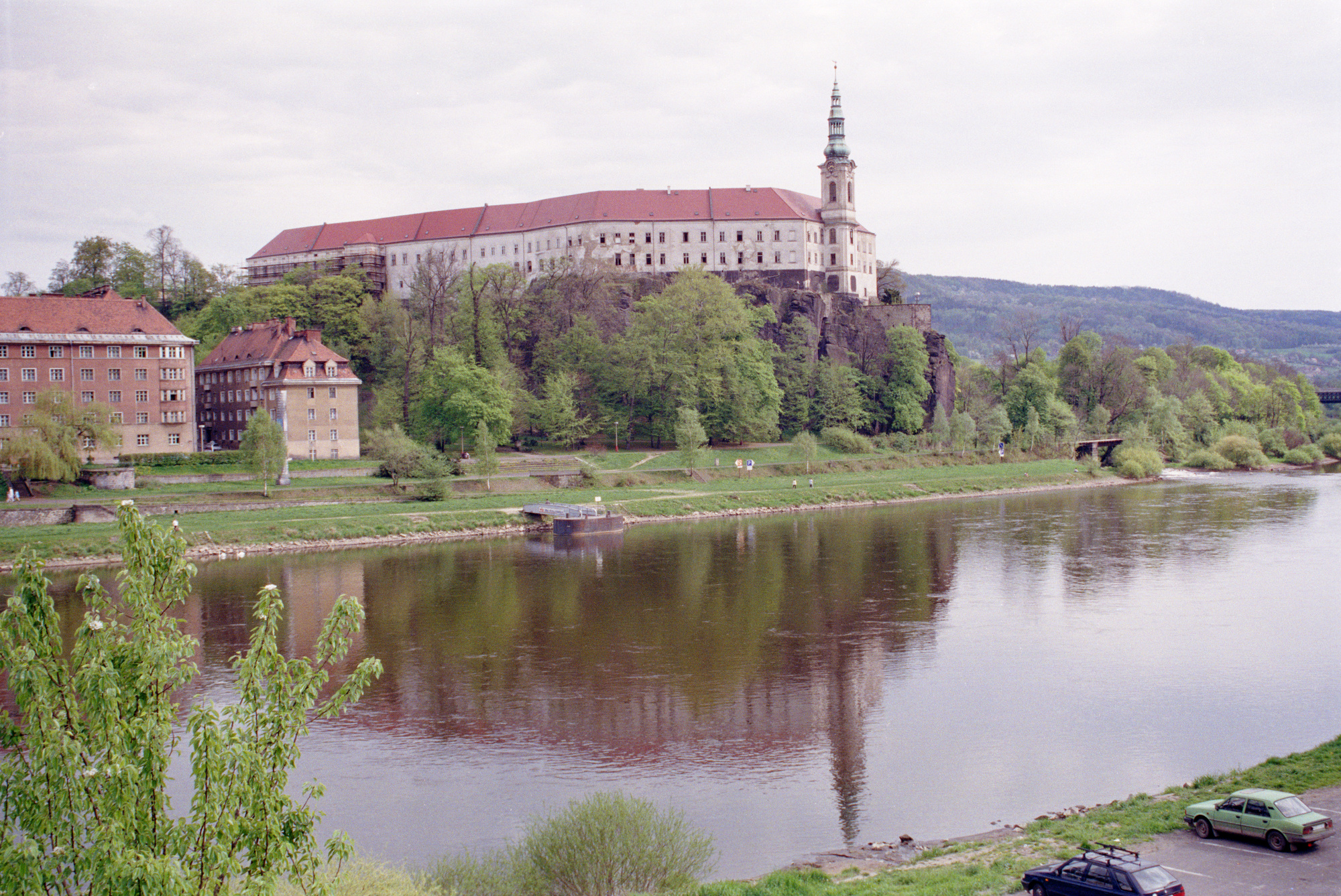
Castillo de Děčín (Tetschen), República Checa
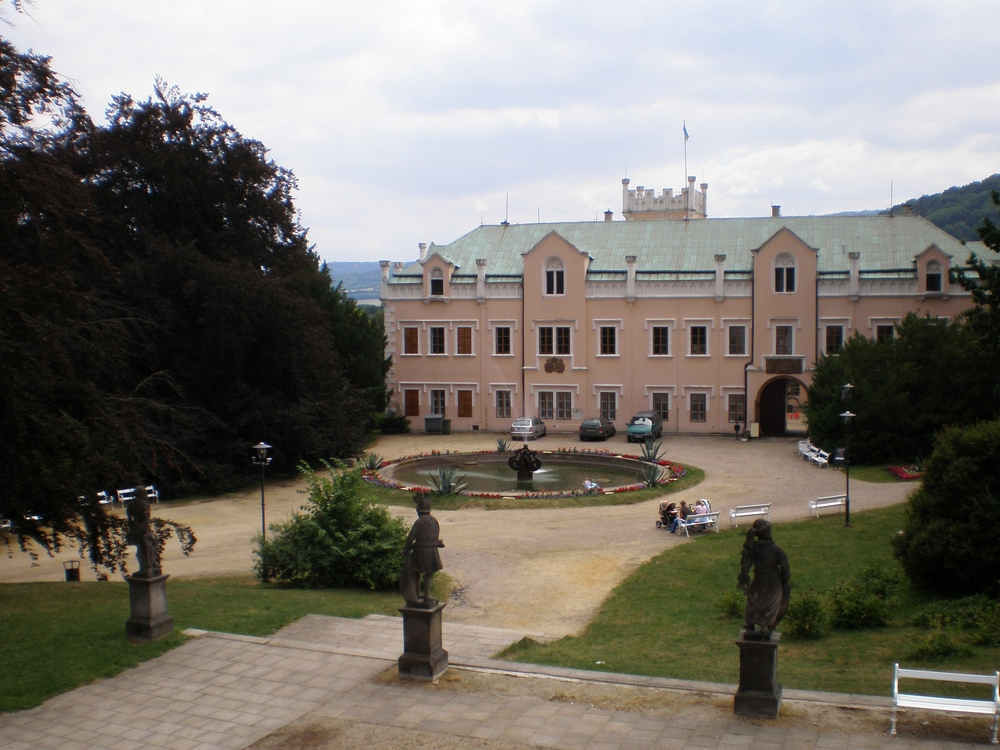
Castillo de Klášterec nad Ohří (Klösterle)
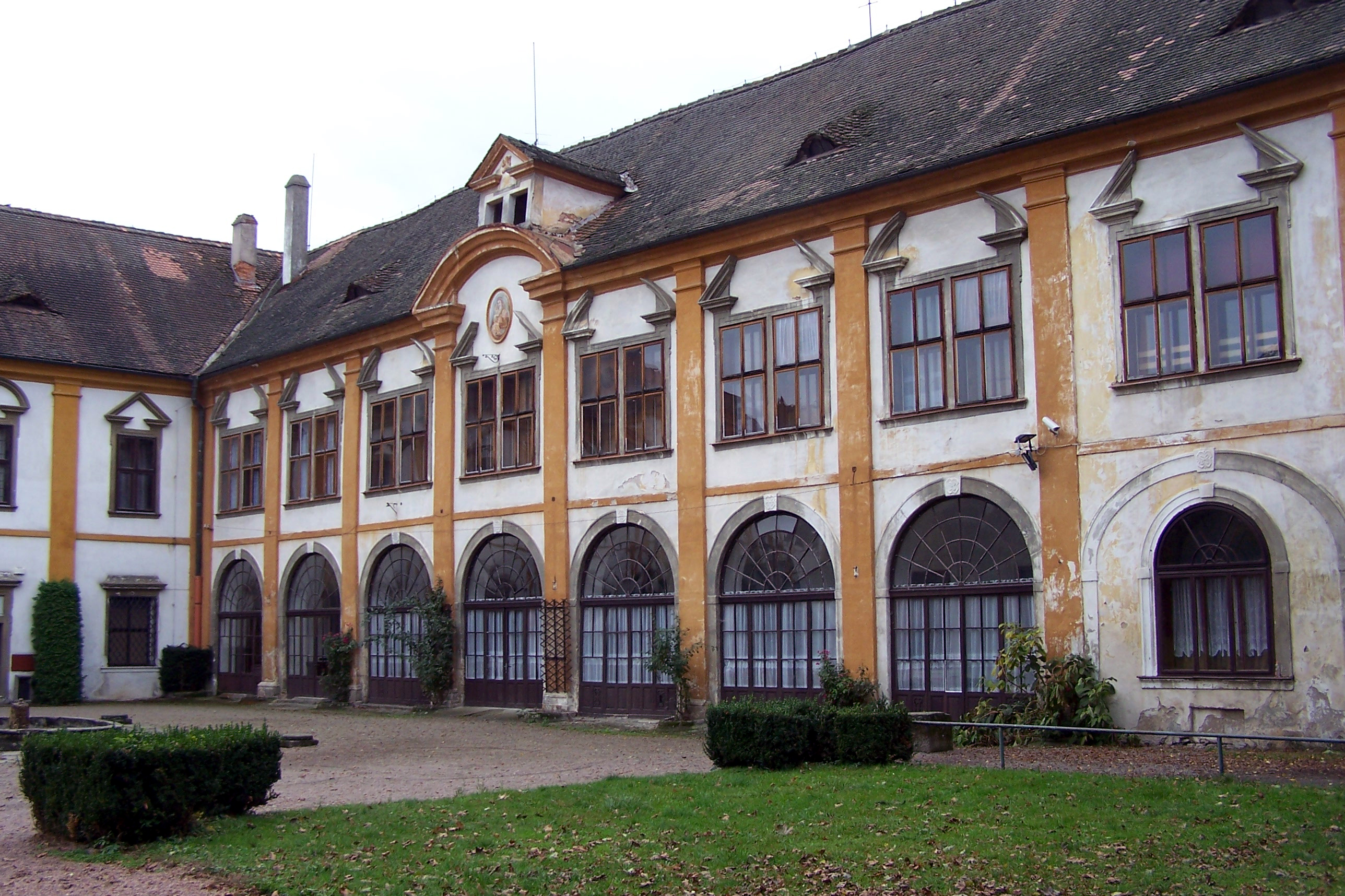
Castillo de Choltice
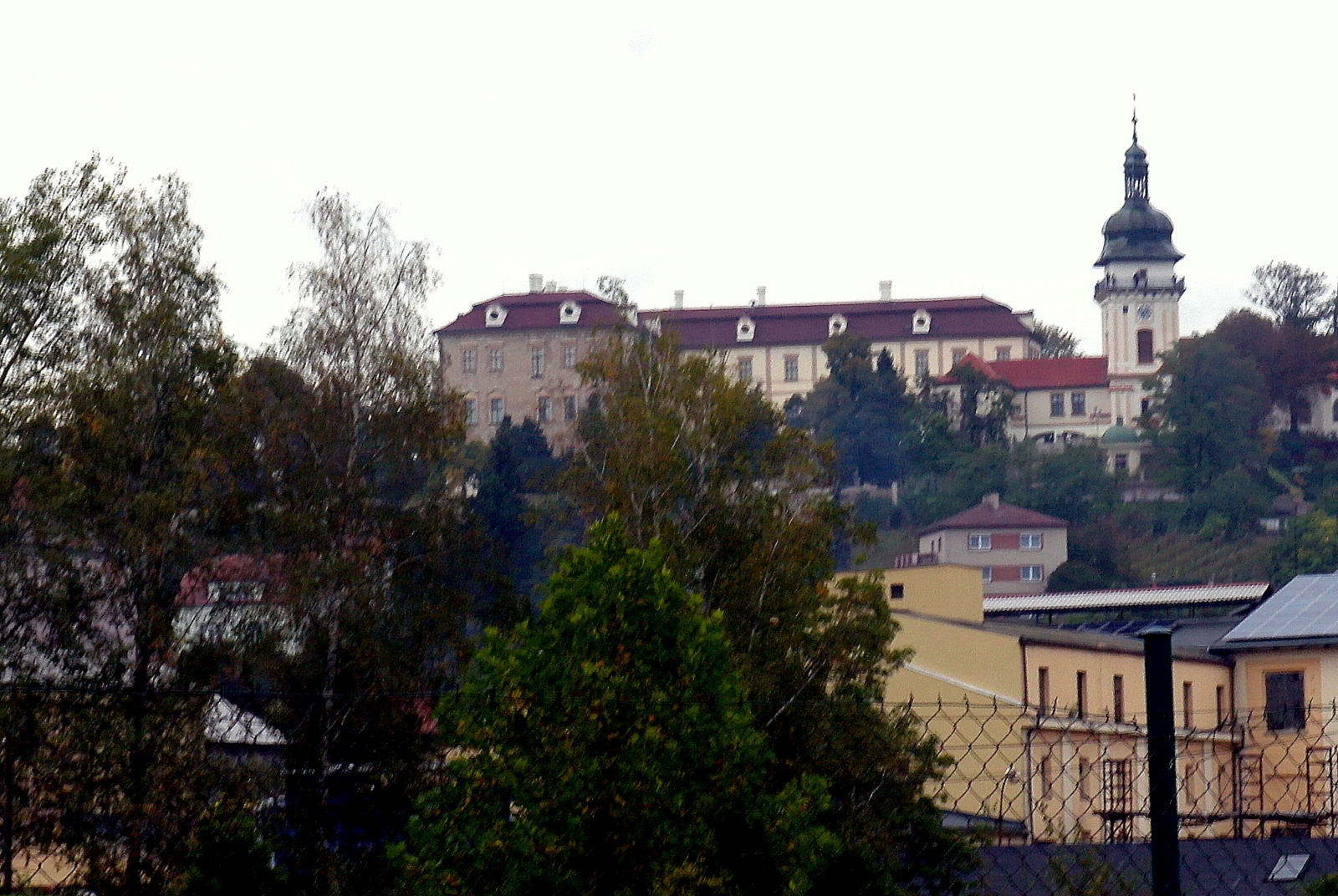
Castillo de Benátky nad Jizerou
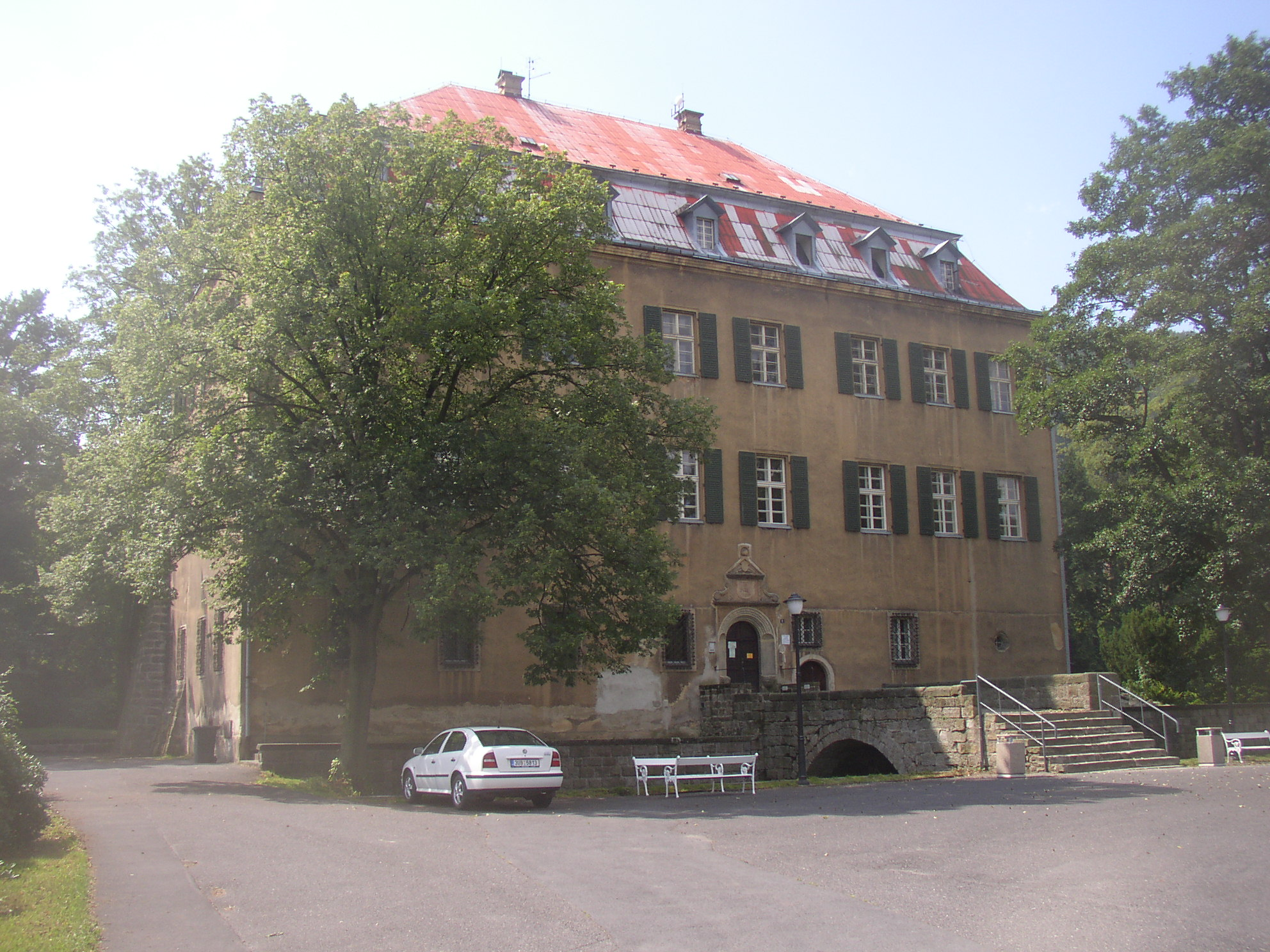
Castillo de Jílové u Děčína (Eulau)
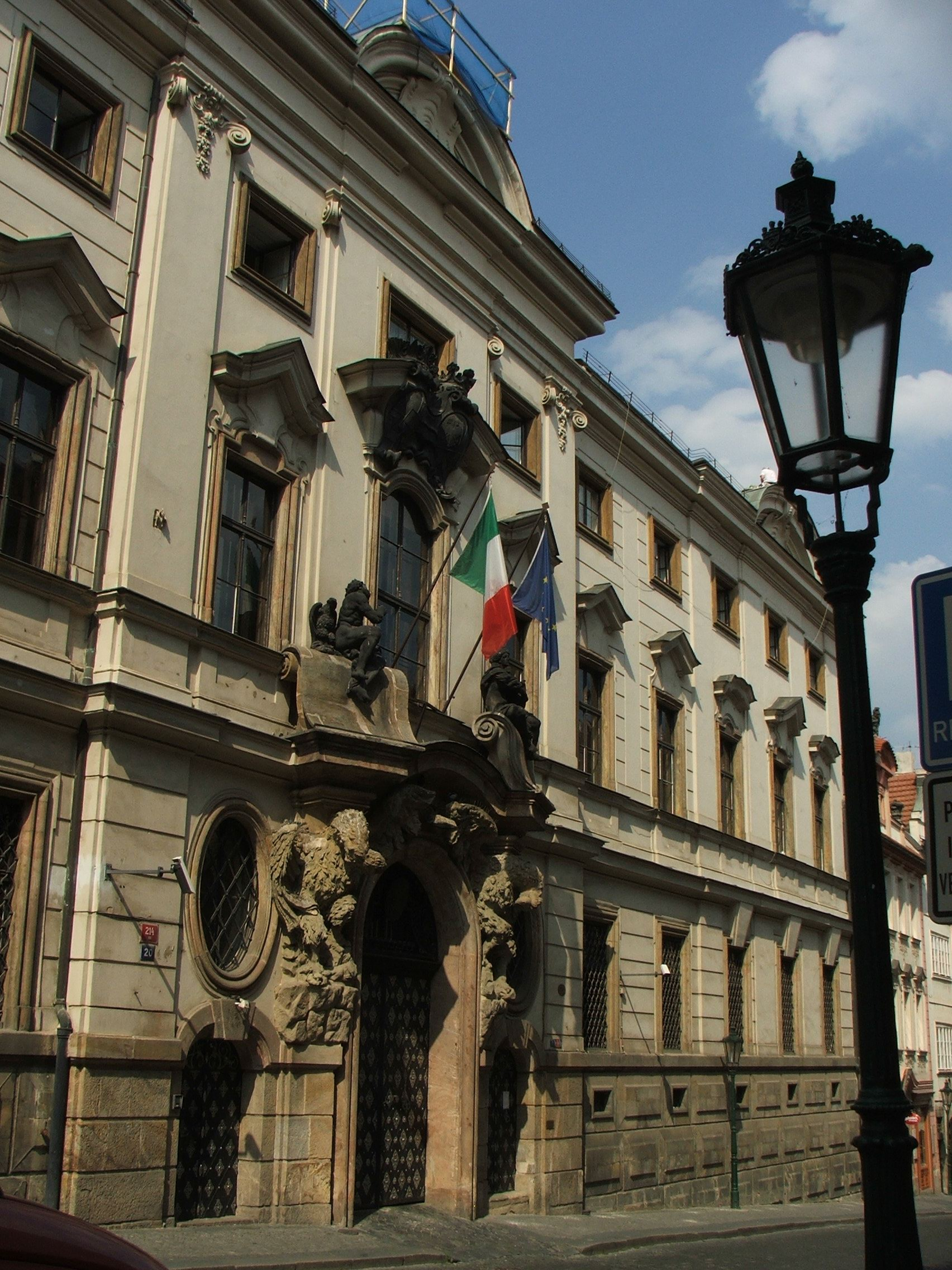
Palacio de Thun-Hohenstein, Praga (Malá Strana)
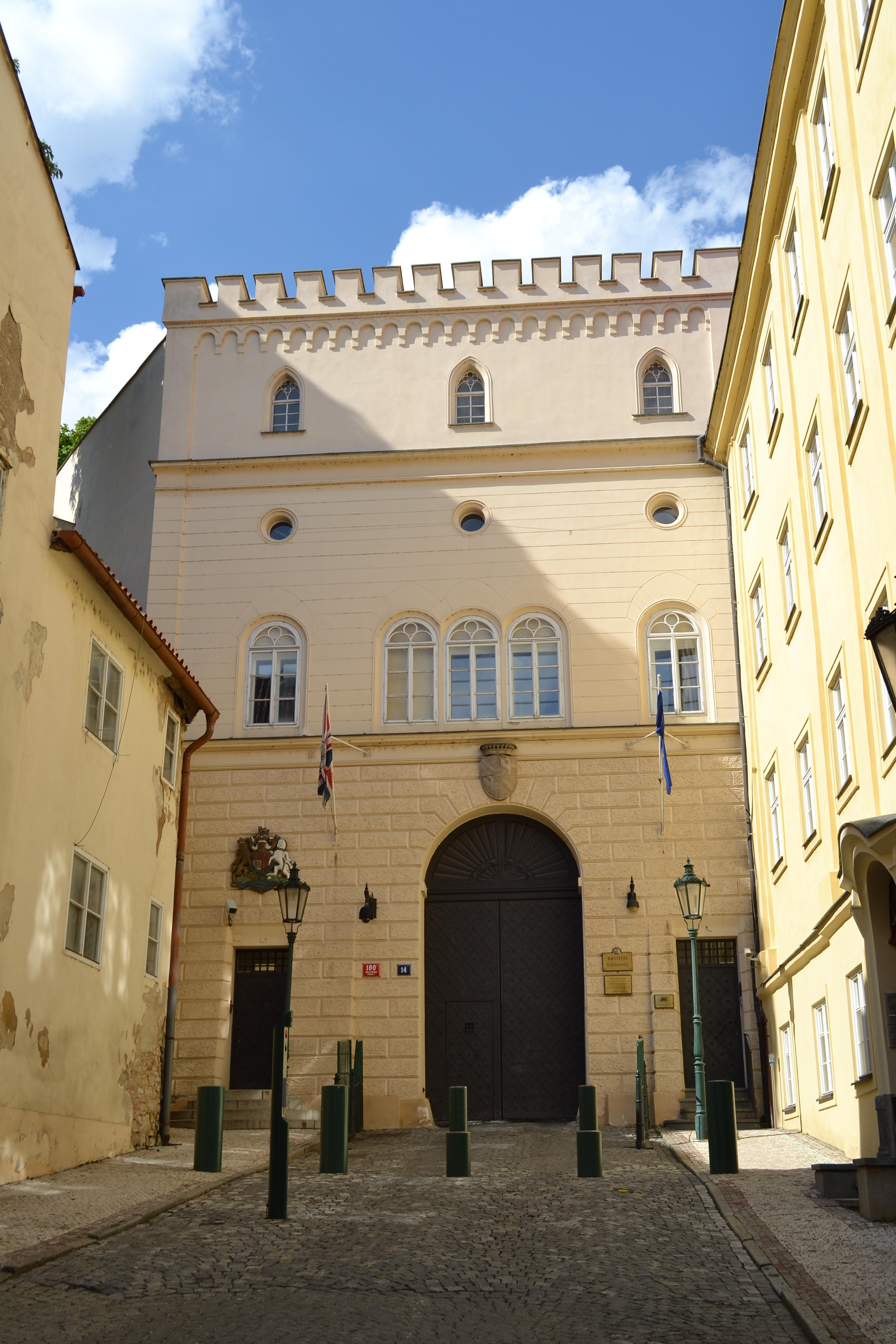
Palacio-Thun, Praga
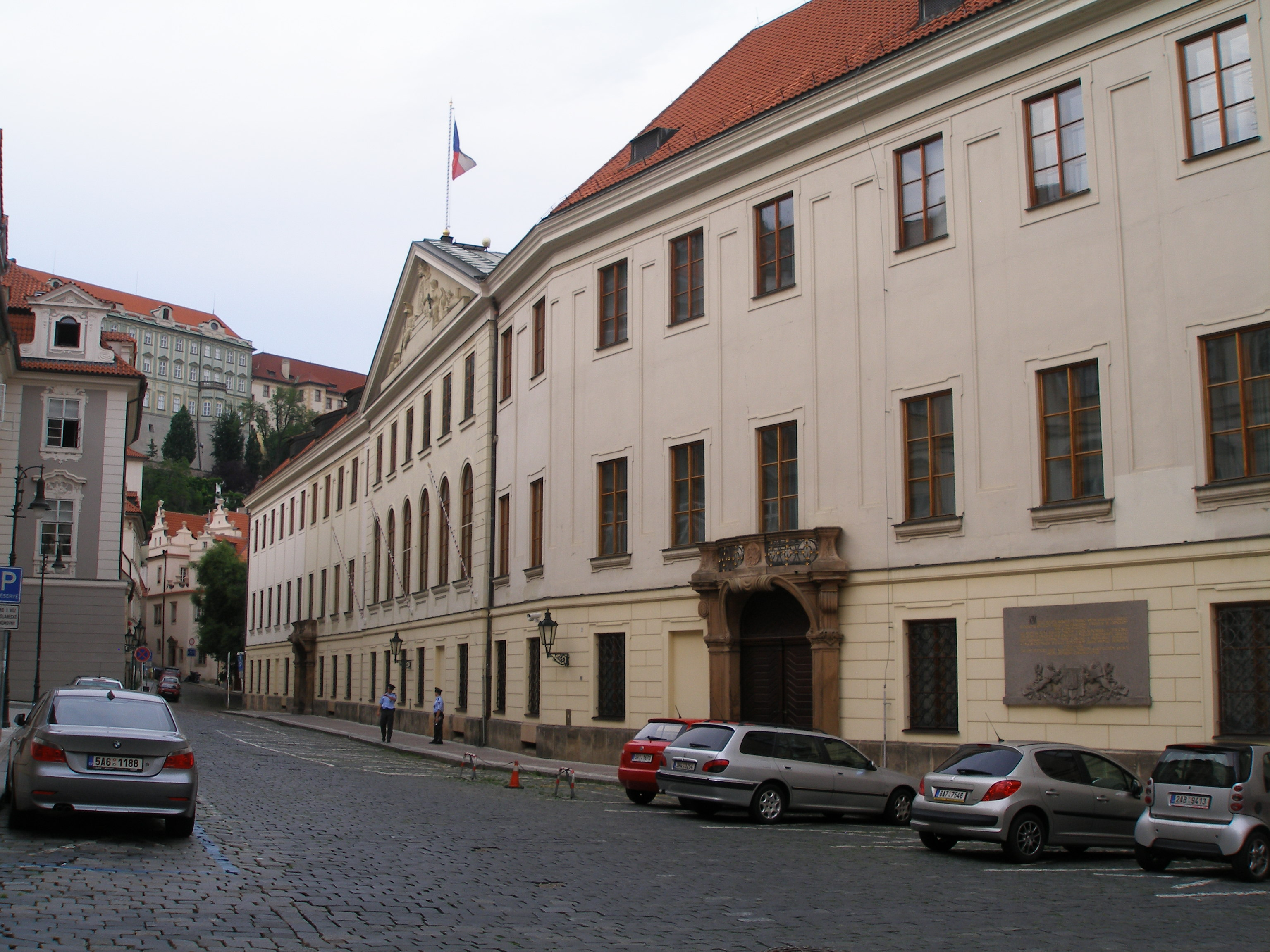
Palacio Thun, Praga